# Kwiecień 2013

## 30 kwietnia
- Królowa Holandii Beatrix abdykowała na rzecz swojego najstarszego syna Wilhelma Aleksandra po 33 latach zasiadania na holenderskim tronie, tym samym Wilhelm Aleksander stał się najmłodszym władcą w Europie i pierwszym od ponad 120 lat królem Holandii. (tvn24.pl)

## 28 kwietnia
- Enrico Letta z centrolewicowej Partii Demokratycznej został zaprzysiężony na stanowisku premiera Włoch, stając na czele koalicyjnego rządu. Wicepremierem i ministrem spraw wewnętrznych został Angelino Alfano. (Gazeta Prawna)
- Vive Targi Kielce po wygranej w dwóch spotkaniach z Metalurgiem Skopje, jako pierwsza polska ekipa awansowały do fazy Final Four w turnieju Ligi Mistrzów piłkarzy ręcznych (Wirtualna Polska)

## 26 kwietnia
- W wybuchu w Pradze rannych zostało 35 osób (Fakt)
- 38 osób zginęło w pożarze szpitala psychiatrycznego we wsi Ramienje w rejonie dmitrowskim w Rosji (TVN24)

## 24 kwietnia
- W Bangladeszu nieopodal Dhaki zawalił się budynek Rana Plaza, mieszczący szereg zakładów odzieżowych. Ponad 1000 osób zginęło, a wiele uznawanych jest za zaginionych (PolskaTimes, EnWiki)

## 21 kwietnia
- Horacio Cartes wygrał wybory prezydenckie w Paragwaju (newsweek.pl)
- Manchester United zdobył 20. tytuł mistrza Anglii w historii klubu (Wirtualna Polska).

## 20 kwietnia
- Giorgio Napolitano został pierwszym w historii Włoch prezydentem wybranym na drugą kadencję. BBC
- Trzęsienie ziemi w Syczuanie (2013) – 203 ofiary śmiertelne, ponad 6700 rannych, 120000 zaginionych.

## 18 kwietnia
- W fabryce nawozów sztucznych w West w Teksasie w USA miała miejsce eksplozja, w wyniku której zginęło 15 osób, a 160 zostało rannych. (Polskie Radio)

## 16 kwietnia
- 36 osób zginęło, a 167 zostało rannych w trzęsieniu ziemi na pograniczu irańsko-pakistański (Polskie Radio)

## 15 kwietnia
- Przy trasie maratonu w Bostonie nastąpiły dwie eksplozje, w wyniku których zginęły 3 osoby, a ponad 140 zostało rannych. (BBC News)

## 14 kwietnia
- Nicolás Maduro wygrał wybory prezydenckie w Wenezueli zdobywając 50,7% głosów. (BBC)
- Vive Targi Kielce po raz 10. zdobyło Puchar Polski w piłce ręcznej (ZPRP)

## 13 kwietnia
- Premier Autonomii Palestyńskiej, Salam Fajjad, złożył rezygnację. (BBC News)

## 11 kwietnia
- W wieku 96 lat zmarł Hilary Koprowski, wirusolog i immunolog, twórca pierwszej w świecie szczepionki przeciwko wirusowi polio, wywołującemu chorobę Heinego-Medina. (Polskie Radio)

## 10 kwietnia
- W wieku osiemdziesięciu siedmiu lat zmarł Robert Edwards, brytyjski fizjolog, laureat Nagrody Nobla za wynalezienie metody zapłodnienia in vitro. (BBC)

## 9 kwietnia
- 14 osób zginęło w strzelaninie we wsi Velika Ivancza, oddalonej o 50 km na południe od Belgradu w Serbii. (TVN24)

## 8 kwietnia
- Zmarła Margaret Thatcher, brytyjska polityk i prawnik, premier Wielkiej Brytanii w latach 1979–1990. (BBC)

## 7 kwietnia
- Wybory prezydenckie w Czarnogórze wygrał dotychczasowy prezydent Filip Vujanović. (Polska Times)